# Aeroportul Karato
Aeroportul Karato (IATA: KAF) este un aeroport din Autonomous Region of Bougainville⁠(d), Papua Noua Guinee.
aeroportul dispune de o singură pistă.